# Mensonges freudiens
Mensonges freudiens, sous-titré Histoire d'une désinformation séculaire, est un essai du psychologue clinicien Jacques Bénesteau (université Toulouse-Rangueil,), publié pour la première fois en 2002 en Belgique (éditions Mardaga). Constituant la première somme critique de Sigmund Freud publiée en langue française, il récapitule les critiques adressées à la psychanalyse freudienne. 
Il reçoit le prix scientifique de la Société française d’histoire de la médecine en 2003.

## Résumé
Dans cet ouvrage, Bénesteau, qui se positionne en historien, récapitule les critiques adressées à Sigmund Freud et à la psychanalyse. Il aborde la question des archives Sigmund Freud, dont « de très nombreuses pièces essentielles ont été rendues inaccessibles au regard des curieux, des historiens et des érudits, parfois jusqu’au XXIIe siècle », ainsi que les lettres de Freud à Wilhelm Fliess,. Il détaille aussi les six cas étudiés par Freud, dont aucun ne peut créditer un succès thérapeutique de la psychanalyse. Il décrit Freud lui-même comme « ambitieux, tyrannique, superstitieux, imbu de sa grandeur, cocaïnomane prosélyte », ainsi que les nombreux suicides parmi son entourage et ses successeurs. Enfin, il critique l'influence de la psychanalyse en France, popularisée par Jacques Lacan et omniprésente dans la culture (cinéma, presse...) ainsi que parmi les groupes d'influence politique, précisant que la France « détient  le record mondial du nombre d'analystes par habitant ».
L'édition de 2002 est préfacée par Jacques Corraze.

## Publication et placement en librairie
D'après le professeur de philosophie François Aubral, Mensonges freudiens n'a quasiment pas été placé en librairie en France, et aucun organe de presse littéraire n'en a parlé. Il précise : « je sais de bonne source que quatorze éditeurs français qui ont lu le manuscrit de Bénesteau n’ont pas souhaité le publier et qu’après publication en Belgique, dans la collection dirigée par Marc Richelle chez l’éditeur Mardaga, personne n’a daigné en France faire écho à ce livre dans les feuilles littéraires de la grande presse dont c’est le métier ». Même la réception d'un prix scientifique en 2003 n'est pas commentée. 
Ce livre reçoit un meilleur accueil aux États-Unis, où le Pr Robert Wilcocks de l'Université de l'Alberta prononce une conférence intitulée « L’escroquerie du siècle » à l'Alliance française d’Edmonton, pour partager cette lecture, le 13 février 2003.

## Accueil critique
Cet ouvrage a reçu le prix scientifique de la Société française d’histoire de la médecine à l'unanimité, en mars 2003,. 
Dans la revue Sciences et pseudo-sciences de l'Association française pour l'information scientifique, l'ouvrage est décrit comme « s’appuyant sur des sources nombreuses et dont beaucoup sont inaccessibles en français, il démonte page après page le mythe freudien et nous montre comment son histoire est inséparable du mensonge et de la désinformation », l'avis critique concluant que « le verbe est clair, incisif et même parfois offensif et passionné, mais la lecture est facile et surtout le propos est largement argumenté et référencé ».
Pour Aubral, c'est « un ouvrage dont le sérieux et l’érudition historique ne peuvent être mis en doute sans mauvaise foi ». Béatrice Vuaille, qui chronique cet ouvrage dans Le Quotidien du médecin, déclare que « Jacques Bénesteau a accompli un travail de titan en conduisant une enquête historique, seul moyen capable de démonter les mécanismes de la désinformation qui a prévalu et prévaut toujours, selon lui, pour véhiculer la légende de l’inventeur de l’inconscient ».
Dans la revue Sciences humaines, Magali Molinié décrit Bénesteau comme un « briseur de statues. Animé d'une rage iconoclaste et d'un sens aigu de la caricature, il a rassemblé dans cet ouvrage toutes les raisons qu'il a de penser que Freud n'était qu'un charlatan et la psychanalyse, une escroquerie », ajoutant que l'ouvrage « ne contient pas de révélation franchement inédite » par comparaison à l'historiographie anglo-saxonne. 
Dans un article intitulé Le Club de l’Horloge et la psychanalyse : chronique d’un antisémitisme masqué, et publié en 2004, l'historienne de la psychanalyse Élisabeth Roudinesco estime que ce livre contient des « calomnies », et relève d'une « méthodologie conspirationniste ». Elle souligne un « antisémitisme masqué » dans la démonstration de Bénesteau, disant qu'il affirme qu'il n'existait pas d'antisémitisme à Vienne avant l'Anschluss, et conclut que le livre relève de « l’expression masquée d’un nouveau retour du refoulé d’une certaine France chauvine et réactionnaire ». Aubral estime en retour que cet article de Roudinesco est « hallucinant, haineux et rigoureusement faux ».
Pour le psychologue cognitiviste Jacques Van Rillaer, « Bénesteau a le mérite d'avoir produit le premier ouvrage en langue française, qui présente une somme de ce que les spécialistes de l'histoire du freudisme savent depuis une vingtaine d'années ». Il décrit « une ironie parfois mordante, qui s'explique sans doute par l'exaspération d'un psychologue clinicien confronté quotidiennement à l'arrogance des freudiens de son pays »